# Bullia
Bullia là một chi ốc biển, là động vật thân mềm chân bụng sống ở biển thuộc họ Nassariidae.

## Các loài
Các phân chi sau được công nhận:
- Bullia (Bullia) Gray, 1834
- Bullia (Cereobullia) Melvill & Peile, 1924

Các loài thuộc chi Bullia bao gồm:
- Bullia aikeni Kilburn, 1978
- Bullia ancillaeformis Smith, 1906
- Bullia annulata [3]
- Bullia belangeri Kiener[4]
- Bullia callosa Gray[5]
- Bullia cataphracta Kilburn, 1978
- Bullia cumingiana Dunker, 1852
- Bullia digitalis (Dillwyn, 1817) [6]
- Bullia diluta (Krauss, 1848) [7]
- Bullia granulosa (Lamarck, 1822)[8]
- Bullia gruveli (Dautzenberg, 1910)
- Bullia indusindica Melvill, 1898
- Bullia kurrachensis Angas, 1877
- Bullia laevissima [9]
- Bullia mauritiana Gray, 1839
- Bullia melanoides (Deshayes, 1832)
- Bullia miran (Bruguière, 1792)[10]
- Bullia mirepicta Bozzetti, 2007[11]
- Bullia mozambicensis Smith, 1878 [12]
- Bullia natalensis (Krauss, 1848).[13]
- Bullia nitida Sowerby, 1895
- Bullia nuttalli Kilburn, 1978
- Bullia osculata Sowerby, 1900
- Bullia othaeitensis (Bruguière, 1789)
- Bullia persica Smith, 1878
- Bullia pura Melvill, 1885 [14]
- Bullia rhodostoma Reeve, 1847 [15]
- Bullia rogersi Smythe & Chatfield, 1981
- Bullia sendersi Kilburn, 1978
- Bullia similis Sowerby, 1897
- Bullia skoogi (Odhner, 1923)
- Bullia tenuis Reeve, 1846
- Bullia terebraeformis Dautzenberg[16]
- Bullia townsendi Melvill, 1912
- Bullia tranquebarica (Röding, 1798)
- Bullia trifasciata Smith, 1904
- Bullia turrita Gray, 1839
- Bullia vittata (Linnaeus, 1767)

Các loài được đưa vào đồng nghĩa
- Bullia fusca Craven[17]: đồng nghĩa của Bullia granulosa (Lamarck, 1822)
- Bullia fuscus Gray in Dieffenbach, 1834: đồng nghĩa của Impages hectica (Linnaeus, 1758)
- Bullia miran (Bruguière, 1789): đồng nghĩa của Dorsanum miran (Bruguière, 1789)
- Bullia valida Dunker, 1852: đồng nghĩa của Pusionella valida (Dunker, 1852)